# یوکریا
یوکریا (به ایتالیایی: Ucria) یک شهرستان در ایتالیا است که در استان مسینا واقع شده‌است.

## خصوصیات
یوکریا ۲۶٫۲ کیلومترمربع مساحت و ۱٬۰۷۹ نفر جمعیت دارد و ۷۱۰ متر بالاتر از سطح دریا واقع شده‌است.